# Streptopus simplex
Streptopus simplex är en liljeväxtart som beskrevs av David Don. Streptopus simplex ingår i släktet Streptopus och familjen liljeväxter. Inga underarter finns listade.